# Ferriera

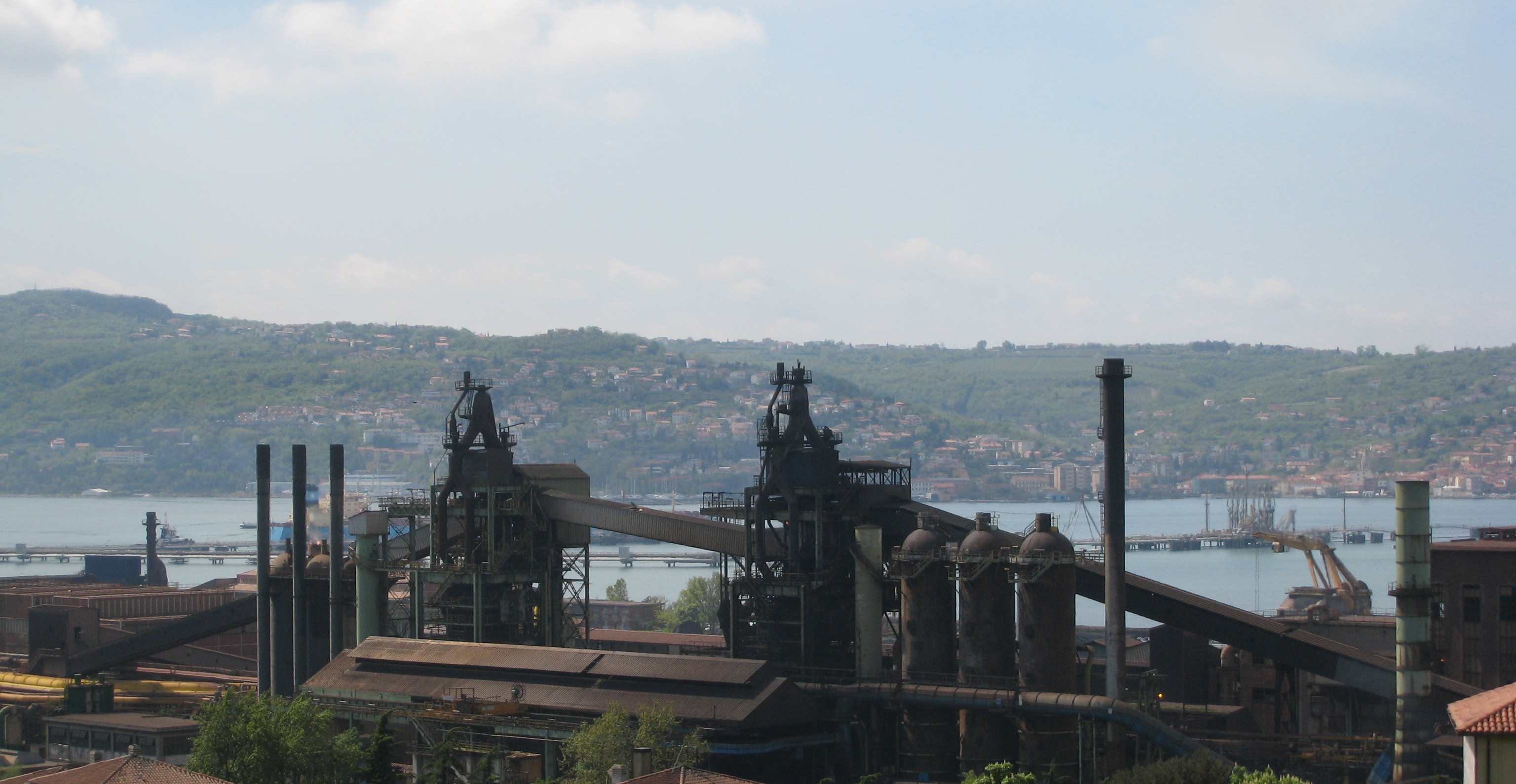
L'ex ferriera di Servola (Trieste)

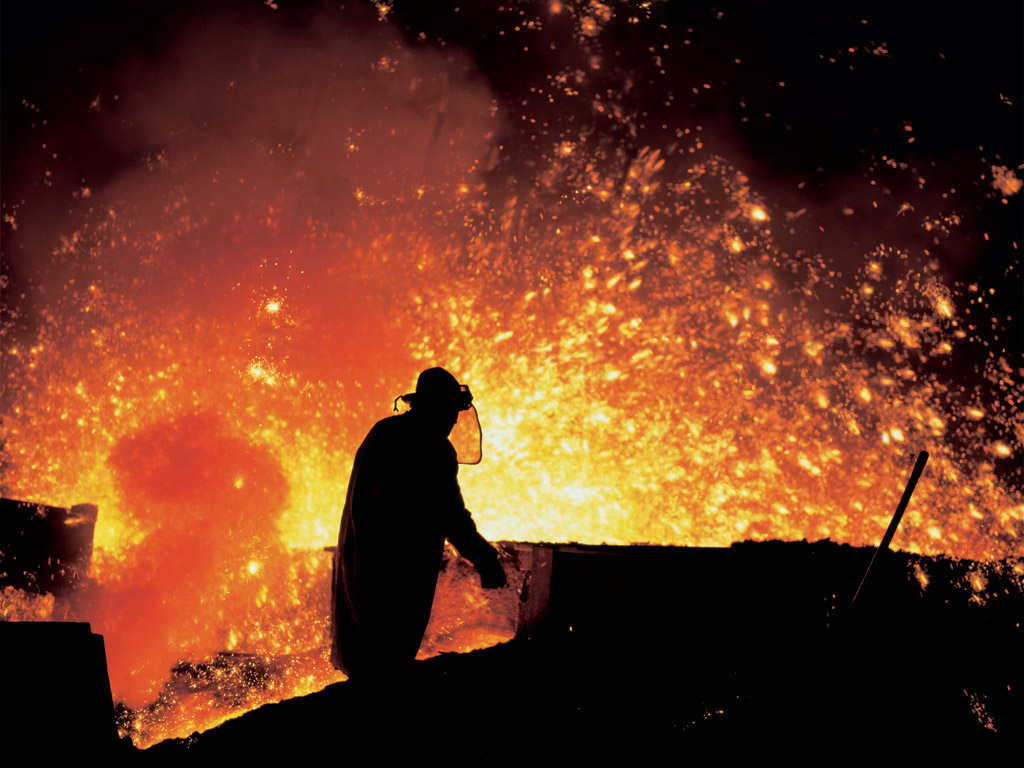
Al lavoro in ferriera

La ferriera è uno stabilimento siderurgico nel quale si produce la ghisa,  il ferro e l'acciaio.
In una ferriera, a seconda della produzione attuata, possiamo trovare:
- i parchi di materie prime: minerale di ferro e carbone
- la cokeria, per la produzione del carbon coke
- l'altoforno per la produzione della ghisa, con i suoi ricuperatori Cowper
- i forni per la produzione dell'acciaio: a riverbero, Martin-Siemens, convertitori Bessemer  e Thomas, forni elettrici ad arco o ad induzione, ecc.
- le attrezzature necessarie alla colata: siviere, lingottiere, ecc.

La ferriera non va confusa con la fonderia, che è lo stabilimento ove i metalli vengono fusi per ottenere dei getti.